# Aleksander Stanisław Potocki
Aleksander Stanisław Potocki herbu Pilawa (ur. 15 maja 1778 w Wilanowie, zm. 26 marca 1845 w Warszawie) – hrabia, wielki koniuszy dworu królewskiego Mikołaja I Romanowa w 1830 roku, dziedzic m.in. dóbr wilanowskich, szambelan cesarza Napoleona Bonaparte, Wielki Koniuszy Dworu Króla Jegomości w Warszawie w 1811 roku.
W 1809 został kawalerem Orderu Świętego Stanisława. Od 1829 r. kawaler Orderu Orła Białego. Urzędnik francuskiej Legii Honorowej.

## Życiorys
W 1802 został kawalerem maltańskim. Od 1805 mieszkał wraz z żoną w dobrach wilanowskich w Bażantarni, nazwanej w 1807 na cześć swojej córki Natalii – Natolinem (posiadłość kilkukrotnie przebudowywana przez Piotra Aignera, a po rozwodzie z pierwszą żoną w latach 1821–1845 pod nadzorem Henryka Marconiego).
Szambelan cesarza Napoleona Bonaparte, w 1812 został członkiem utworzonej przez niego Komisji Rządu Tymczasowego Wielkiego Księstwa Litewskiego. Od 1824 senator-kasztelan Królestwa Polskiego. 24 maja 1829 odznaczony Orderem Orła Białego. Nie brał udziału w powstaniu listopadowym, ani w obradach sejmu powstańczego, za co w 1831 został skreślony z listy senatorów. W latach 1832–1833 i ponownie od 1838 koniuszy dworu cesarza rosyjskiego.
Hrabia cesarstwa francuskiego, uznany w Królestwie Kongresowym w 1820, a od 12 kwietnia 1843 także w Rosji.

## Rodzina
Urodził się w Warszawie, jako syn Stanisława Kostki Potockiego i jego żony Aleksandry Lubomirskiej. 15 maja 1805 r. zawarł w Wilnie związek małżeński z Anną Tyszkiewicz (z którego urodzili się August Potocki (1806), Natalia Potocka (1810) i Maurycy Eustachy Potocki (1812)), zakończony rozwodem w (przed 1821). W roku 1823 zawarł małżeństwo z Izabellą Mostowską, z którego urodził się Stanisław Potocki (1824). W niejasnych okolicznościach doszło do rozstania, rozwód nastąpił w 1829 r. Pod koniec życia związał się z wdową, Aleksandrą Stokowską, która jednak nie została jego żoną.

## Inne informacje
- Aleksander Stanisław Potocki był właścicielem pałacu w Wilanowie (zgromadzone w nim zbiory sztuki udostępnił do zwiedzania w 1805 jego ojciec Stanisław Kostka Potocki).
- Jedną z największych jego pasji były konie – sprawował urząd Wielkiego Koniuszego Korony, jest autorem rozpraw o hodowli koni, a także za jego kadencji jako Dyrektora Generalnego Stad i Stacji Stadnych Królestwa Polskiego, został wyhodowany specjalny typ konia janowskiego w stadninie w Janowie Podlaskim.
- Przy staraniu się o wstąpienie do kawalerów maltańskich musiał udokumentować swoje pochodzenie, z którego wynika, że Andrzej Morsztyn był praprapradziadkiem Aleksandra Potockiego.
- Przed rozwodem z Anną Tyszkiewiczów 1. voto Potocką, 2. voto Dunin Wąsowiczowową, Aleksander Potocki miał też swój udział w przebudowie pałacu w Jabłonnie.
- Pałac Potockich w Warszawie należał od 1831 tylko do Aleksandra Potockiego i poza jednym apartamentem, był wynajmowany m.in. Fryderykowi Karolowi Nesselrode czy na księgarnię Gebethner i Wolff (obecnie Ministerstwo Kultury i Dziedzictwa Narodowego). W roku 1915 stał się ważnym centrum politycznym, gdyż wynajął go udzielający się w polityce i szkolnictwie wyższym okupowanego Królestwa Kongresowego hrabia Bogdan Hutten-Czapski, powiernik generalnego gubernatora von Beselera.
- W 1836 w pobliżu pałacu w Wilanowie wzniósł mauzoleum upamiętniające jego rodziców[8].